# Megali Madinia
Megali Madinia este un oraș în Grecia în prefectura Messinia.